# فلم 2 تيلبورخ
فيلم 2 تيلبورخ (بالهولندية: Willem II Tilburg) نادي كرة قدم هولندي من مدينة تيلبورخ، شمال بربنت. يلعب في دوري الدرجة الفخرية. تم تأسيس النادي في سنة 1896.